# 適応的突然変異
適応的突然変異(てきおうてきとつぜんへんい)Adaptive mutationとは、周りの環境に適応していく突然変異。
変異は無作為的に発生し、その中から、環境に適したものが生き残り、淘汰されて行くと考えられていた。
しかしこの適応的変異の場合は、作為的な変異となる。例えば、生物が飢餓状態におかれた場合、それまで利用できなかったものを栄養物として利用できるようになる。これは「獲得形質の遺伝」ということができ、ダーウィニズムに対する重大な反証となる可能性がある。
これは、1988年にケアンズらの研究によって最初に示された。Lacにフレームシフト突然変異を起こしたE.Coli（大腸菌）を用いた。これを、炭素源が乳糖のみである培地で培養した。もう一度変異が起こり、乳糖を炭素源として利用できるようになる場合だけ、増殖できる。つまり、ナンセンス突然変異の逆の効果によって、Lac分解酵素が合成できるようになる場合においてのみ増殖できるということである。この効果が予測を上回って好発し、また、E.Coliの他の遺伝子領域と比較しても好発していることが示された。
しかしこの結論は、現在では誤りであることがHendrickson Hら によって示されている。導入された遺伝子は、プラスミド上にあり、染色体上ではない。このため、大腸菌は、乳糖がなくて、染色体を増幅出来ないものの、プラスミドを増幅することが出来る。このため、プラスミド上では、突然変異が高確率で起こる。Lac突然変異は、不安定ではあるものの、Lacを利用できるようになった大腸菌は、そうでない大腸菌と違い、成長をすることが出来る。この間に、安定した変異が生じ、自然選択的にLac分解能を獲得した大腸菌が高頻度で生じることとなる。